# Джамашев, Зулумбек Джамашевич
Зулумбек Джамашевич Джамашев (15 февраля 1924, с. Кара-Куль, Сузакский район, Джалал-Абадская область, Киргизская АССР, РСФСР — 1 января 2016, Бишкек, Кыргызстан) — советский государственный деятель, председатель Верховного суда Киргизской ССР (1974—1989).

## Биография
Трудовую деятельность начал в 1942 г. секретарем сельсовета. В 1944—1948 гг. работал в Ачинском районном суде Ошской области секретарем, судебным исполнителем. В 1951—1967 гг. являлся судьей Ленинского района, председателем Жалал-Абадского областного суда, заместителем председателя Ошского областного суда.
В 1967 г. был избран членом Верховного суда Киргизской ССР, а в 1974 г. — начальником управления юстиции Ошской области.
В 1974—1989 гг. — председатель Верховного суда Киргизской ССР.

## Награды и звания
- Медаль «За доблестный труд в ВОВ 1941-1945г».
- Медаль «Данк».
- Медаль «40 лет победы в ВОВ».
- Медаль «50 лет победы в ВОВ».
- Орден «Знак Почёта».
- Орден «Манас» III степени».
- Почетная грамота Верховного Совета Кыргызской Республики.
- Заслуженный юрист Кыргызской Республики.
- Памятная золотая медаль «Манас-1000» (1995)[1]